# Glad att få leva, att bara få finnas
Glad att få leva, att bara få finnas är en psalm med text och musik skriven 1965 av Sören Janson.

## Publicerad i
- Psalmer och Sånger 1987 som nr 644 under rubriken "Att leva av tro - Glädje - tacksamhet".[1]